# Chủ nghĩa quân phiệt Nhật Bản
| Lịch sử Nhật Bản | Lịch sử Nhật Bản |
| --- | ---------------- |
| Tiền sửThời kỳ đồ đá cũ ~15000 TCN Thời kỳ Jōmon (Thằng Văn) ~15000 TCN–300 TCN Thời kỳ Yayoi (Di Sinh) tk 4 TCN–tk 3 |                  |
| Cổ đạiThời kỳ Kofun (Cổ Phần) tk 3–tk 7 Thời kỳ Asuka (Phi Điểu) 592–710 Thời kỳ Nara (Nại Lương) 710–794 Thời kỳ Heian (Bình An) 794–1185 |                  |
| Phong kiếnThời kỳ Kamakura (Liêm Thương) 1185–1333 Tân chính Kemmu (Kiến Vũ) 1333–1336 Thời kỳ Muromachi (Thất Đinh) 1336–1573 Thời kỳ Nam-Bắc triều 1336–1392 Thời kỳ Chiến Quốc 1467–1590 Thời kỳ Azuchi-Momoyama (An Thổ-Đào Sơn) 1573–1603 Mậu dịch Nanban (Nam Man) Chiến tranh Nhật Bản – Triều Tiên 1592–1598 Thời kỳ Edo/Tokugawa (Giang Hộ/Đức Xuyên)1603–1868 Chiến tranh Nhật Bản – Lưu Cầu Chiến dịch Ōsaka (Đại Phản) Tỏa Quốc Đoàn thám hiểm Perry Hiệp ước Kanagawa (Thần Nại Xuyên) Bakumatsu (Mạc mạt) Minh Trị Duy tân Chiến tranh Boshin (Mậu Thìn) |                  |
| Hiện đạiThời kỳ Minh Trị (Meiji) 1868–1912 Nhật xâm lược Đài Loan 1874 Chiến tranh Tây Nam Chiến tranh Nhật–Thanh Hiệp ước Mã Quan Chiến tranh Ất Mùi 1895 Phong trào Nghĩa Hòa Đoàn Hòa ước Portsmouth Hiệp ước Nhật–Triều 1910 Thời kỳ Đại Chính (Taishō) 1912-1926 Nhật Bản trong Thế chiến thứ nhất Sự can thiệp của Nhật Bản vào Siberia Đại thảm họa động đất Kantō 1923 Thời kỳ Chiêu Hòa (Shōwa) 1926–1989 Chủ nghĩa quân phiệt Nhật Bản Sự kiện Phụng Thiên Nhật Bản xâm lược Mãn Châu Hiệp ước chống Quốc tế Cộng sản Chiến tranh Trung–Nhật Cuộc tấn công Trân Châu Cảng Vụ ném bom nguyên tử xuống Hiroshima và Nagasaki Chiến tranh Xô–Nhật Nhật Bản đầu hàng Thời kỳ bị chiếm đóng 1945-1952 Nhật Bản thời hậu chiếm đóng Kỳ tích kinh tế Nhật Bản thời hậu chiến Thời kỳ Bình Thành (Heisei) 1989–2019 Thập niên mất mát Động đất Kobe 1995 Cool Japan Động đất và sóng thần Tōhoku 2011 Thời kỳ Lệnh Hòa (Reiwa) 2019–nay Đại dịch COVID-19 tại Nhật Bản |                  |
| Xem thêm Thiên hoàng • Niên biểu • Đế quốc Nhật Bản Kinh tế • Giáo dục • Quân sự • Hải quân • Di sản thế giới |                  |
| x t s |                  |

Chủ nghĩa quân phiệt Nhật Bản (日本軍國主義 or 日本軍国主義 Nihon gunkoku shugi) là một trào lưu tư tưởng - chính trị ở Nhật Bản, được hình thành trong thời kỳ Minh Trị Duy Tân (1868 – 1910) - cuộc cải cách đưa nước Nhật trở thành một quốc gia theo chủ nghĩa tư bản. Chủ nghĩa quân phiệt Nhật Bản gắn liền với sự phát triển lớn mạnh của nền quân sự cũng như những cuộc chiến tranh chinh phạt của Nhật Bản, và kết thúc với thất bại của quân Nhật trong Chiến tranh thế giới thứ hai (1939 – 1945).

## Lịch sử

### Hình thành

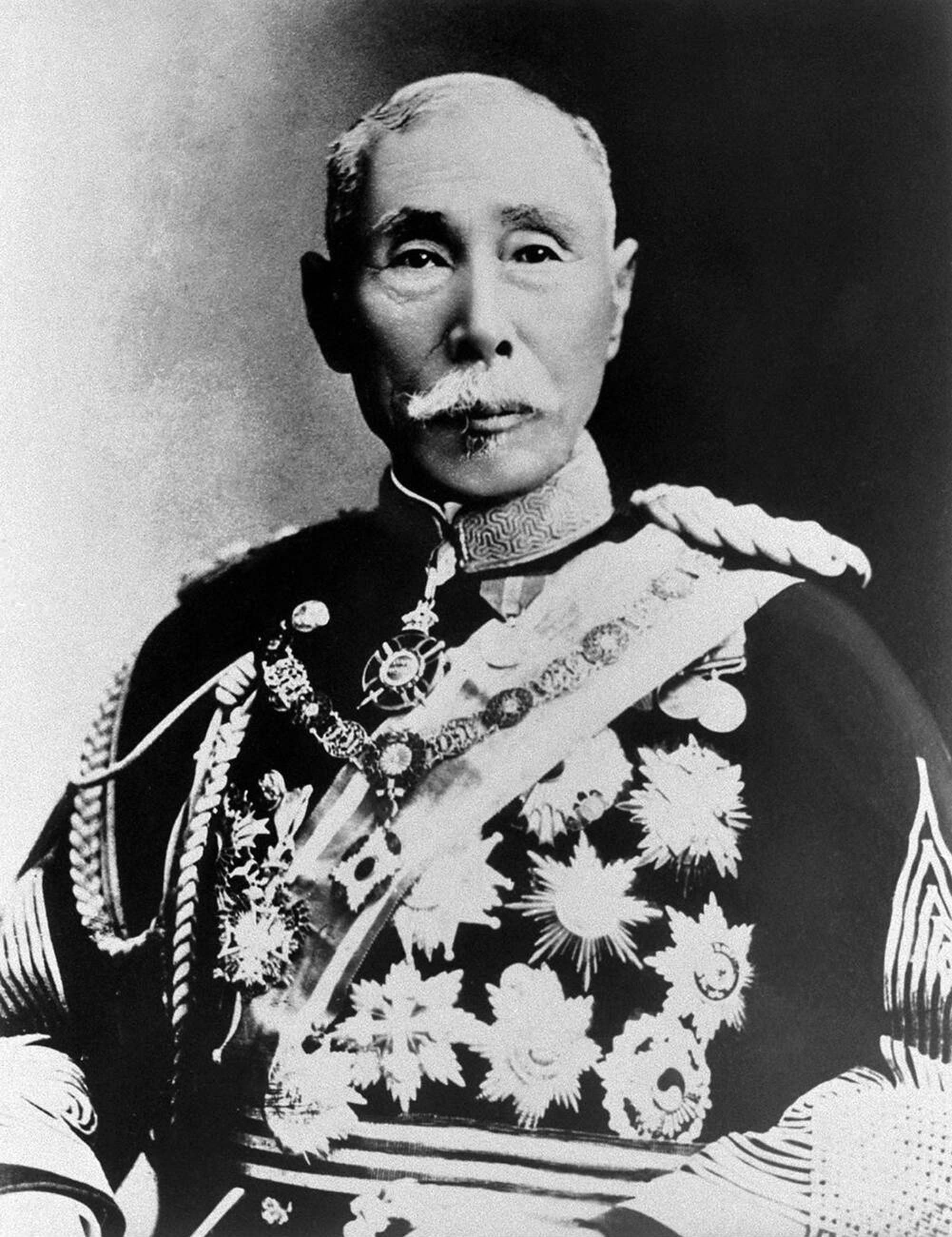
Yamagata Aritomo (1838 - 1922)

Ngay từ thập niên 1880, triều đình Minh Trị đã xúc tiến xây dựng một quân đội hùng mạnh nhằm mục tiêu phát động các cuộc chiến tranh xâm lược với lân bang, cụ thể mục tiêu trước mắt chính là Trung Quốc thời nhà Thanh. Tháng 11 năm 1880, Bộ trưởng Bộ Tổng tham mưu Yamagata Aritomo (Sơn Huyện Hữu Bằng) trình lên cho Thiên hoàng Minh Trị bản "Lân bang binh bị lược". Đến năm 1882, "Trình báo về tài chính để tăng cường lục quân và hải quân" được xuất bản, chủ trương gấp rút tăng cường quân bị dù phải chấp nhận hy sinh tất cả. Thiên hoàng Minh Trị tỏ ý hài lòng và cho tiến hành thực thi. Cùng năm đó ông triệu kiến tất cả các Trưởng quan tại các địa phương và ra Thánh chỉ với nội dung: "Các khanh đều là quan địa phương, vậy tất nhiên phải hiểu ý muốn của Trẫm, đảm bảo chấp hành quán triệt những ý muốn đó".
Dưới triều đại của mình, Thiên hoàng Minh Trị luôn kiên trì chính sách kiêm lục hợp (gồm thu bốn bể) và yểm bác hoành (gồm thu toàn cầu), tức chính sách bành trướng xâm lược, mở rộng lãnh thổ ra bên ngoài. Có lần ông đích thân tham gia diễn tập quân sự và thường cho gọi các binh sĩ đến để tuyên dương, khuyến khích "oai nước", đề cao "vận nước" của Nhật Bản
Theo Đại Nhật Bản Đế quốc Hiến pháp năm 1889, Nhật Bản là quốc gia theo chính thể quân chủ lập hiến, Thiên hoàng và tập đoàn quân phiệt nắm giữ mọi quyền hành. Theo Hiến pháp, Thiên hoàng có quyền hành "thiêng liêng bất khả xâm phạm", là Nguyên thủ quốc gia, nắm trọn quyền thống trị. Tuy nhiên, Thiên hoàng buộc phải dựa vào các điều luật ghi trong Hiến pháp để thực thi đại quyền của mình, và khi Thiên hoàng lấy danh nghĩa của mình để ban bố các sắc lệnh về pháp luật, quốc vụ thì "phải được quốc vụ đại thần cùng ký tên". Như vậy bản Hiến pháp cũng đã hạn chế ảnh hưởng của Thiên hoàng trong việc triều chính, góp phần giúp Nhật Bản chuyển dần từ chế độ quân chủ chuyên chế sang chế độ quân chủ lập hiến, chính trị đảng phái của giai cấp tư sản.

### Các cuộc chiến tranh và sự sụp đổ

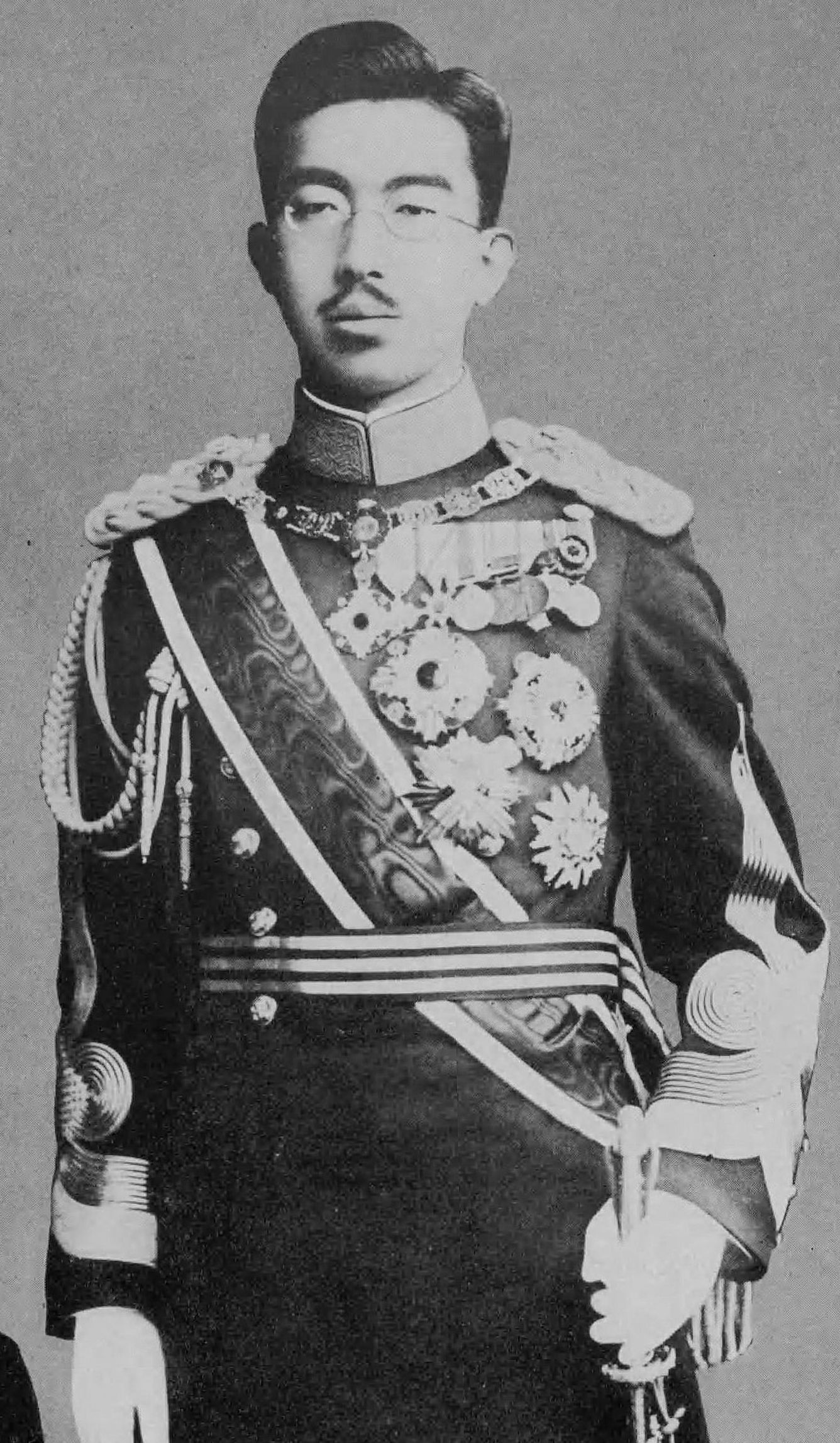
Thiên hoàng Chiêu Hòa (1926 - 1989) - Thiên hoàng Nhật Bản trong suốt Chiến tranh thế giới thứ hai.

Trong suốt thời gian tồn tại của chủ nghĩa quân phiệt Nhật Bản, họ đã thực hiện những cuộc chiến tranh mở mang bờ cõi: 
- Chiến tranh Thanh-Nhật (1894 - 1895)
- Chiến tranh Nga-Nhật (1904 - 1905)

Với chiến thắng trong hai cuộc chiến tranh trên, Nhật Bản trở thành một trong những nước đế quốc. 
- Chiến tranh thế giới thứ nhất (1914 - 1918)
- Trong sự kiện Mãn Châu 1931, quân phiệt Nhật khiêu khích để lấy cớ xâm chiếm Mãn Châu (Đông Bắc Trung Quốc).
- Chiến tranh châu Á - Thái Bình Dương (1941 - 1945).

Ngày 9 tháng 8 năm 1945, Hồng quân Liên Xô phát động Chiến dịch Mãn Châu. Chiến dịch kết thúc với thắng lợi của Hồng quân, 8 giờ sáng ngày 15 tháng 8, Thiên hoàng Chiêu Hòa đã đưa ra tuyên bố trên đài phát thanh Đông Kinh:
| “ | Nhật Bản chấp nhận các điều kiện của Tuyên bố Potsdam, chúng ta vô cùng thương tiếc những người đã chết nhưng bây giờ là lúc cần phải kiềm chế cảm xúc của mình... Hãy để cho mọi người được sống với nhau như một gia đình từ thế hệ này đến thế hệ khác, Tổ quốc thiêng liêng luôn đặt niềm tin vĩnh cửu của mình vào họ và hãy suy nghĩ về gánh nặng của trách nhiệm trên con đường đi tới tương lai. Cần phải tập hợp tất cả lực lượng để xây dựng tương lai. Hãy đem sự trung thành vô hạn, sự giải phóng về tinh thần, sự trau dồi trí tuệ và không ngừng vượt qua khó khăn để làm sao cho sự vinh hiển của đế quốc luôn song hành với sự tiến bộ của thế giới | ” |
| — Thiên hoàng Chiêu Hòa, phát biểu trên đài phát thanh Đông Kinh, 8 giờ sáng ngày 15 tháng 8 năm 1945, | |   |

Cùng với các đòn tấn công của quân Đồng Minh trên chiến trường Thái Bình Dương, chiến dịch Mãn Châu góp phần đẩy nhanh sự đầu hàng của Đế quốc Nhật Bản và qua đó tạo điều kiện cho nhiều nước ở châu Á bị Nhật chiếm đóng giành được độc lập. Ngày 17 tháng 8 năm 1945, nước Cộng hòa Indonesia tuyên bố độc lập. Các nước khác như Myanma, Campuchia, Lào cũng thoát khỏi ánh đô hộ của Nhật Bản. Philippine được quân đội Hoa Kỳ giải phóng, Malaysia được quân đội Anh và Úc giải phóng. Miền Bắc Triều Tiên (phía trên vĩ tuyến 38) do quân đội Liên Xô giải phóng. Miền Nam Triều Tiên do quân đội Hoa Kỳ giải phóng theo lộ trình được các nước đồng minh thỏa thuận tại Tuyên bố Potsdam tháng 7-1945. Chiến tranh thế giới thứ hai kết thúc với thất bại của Nhật Bản. Ngày 2 tháng 9 năm 1945 là ngày xảy ra nhiều sự kiện quan trọng trong lịch sử: không những là ngày Chủ tịch Hồ Chí Minh đọc bản Tuyên ngôn Độc lập ở Việt Nam, đây còn là ngày mà việc chủ nghĩa quân phiệt Nhật Bản đầu hàng vô điều kiện được đại biểu của 9 nước (Hoa Kỳ, Liên bang Xô viết, Anh Quốc, Pháp, Trung Quốc, Canada, Úc, Hà Lan và Tân Tây Lan) ký kết chấp nhận trên chiến hạm Missuri buông neo tại vịnh Đông Kinh. Chủ nghĩa quân phiệt Nhật Bản sụp đổ.
Từ điển Bách khoa Toàn thư Việt Nam ghi nhận:
Sau thất bại trong Chiến tranh thế giới II, hiến pháp (1946) quy định Nhật Bản vĩnh viễn từ bỏ dùng quyền lực nhà nước làm thủ đoạn phát động chiến tranh, uy hiếp bằng vũ lực, hoặc sử dụng vũ lực để giải quyết tranh chấp quốc tế. Tuy vậy, các lực lượng hoà bình và dân chủ vẫn cảnh giác đề phòng âm mưu phục hồi chủ nghĩa quân phiệt Nhật Bản.